# Special Olympics Costa Rica
Special Olympics Costa Rica (englisch: Special Olympics Costa Rica) ist der costa-ricanische Verband von Special Olympics International, der weltweit größten Sportbewegung für Menschen mit geistiger Beeinträchtigung und Mehrfachbeeinträchtigung. Ziel ist die sportliche Förderung dieser Personengruppe und die Sensibilisierung der Gesellschaft für sie. Außerdem betreut der Verband die costa-ricanischen Athletinnen und Athleten bei den Special Olympics Wettbewerben.

## Geschichte
Special Olympics Costa Rica wurde mit Sitz in San José gegründet.

## Aktivitäten
2015 waren 37.091 Athletinnen, Athleten und Unified Partner sowie 3.618 Trainer bei Special Olympics Costa Rica registriert.
Der Verband nahm 2016 an den Programmen Law Enforcement Torch Run (LETR), Athlete Leadership, Healthy Athletes, Young Athletes, Youth Activation, Volunteer Program, Family Support Network und Unified Sports teil, die von Special Olympics International ins Leben gerufen worden waren.

### Sportarten
Folgende Sportarten wurden 2016 vom Verband angeboten:
- Basketball (Special Olympics)
- Beach-Volleyball
- Boccia (Special Olympics)
- Floorball (Special Olympics)
- Fußball (Special Olympics)
- Golf (Special Olympics)
- Handball (Special Olympics)
- Judo
- Kanusport (Special Olympics)
- Kraftdreikampf (Special Olympics)
- Leichtathletik (Special Olympics)
- Radsport (Special Olympics)
- Rhythmische Sportgymnastik (Special Olympics)
- Schneeschuhlaufen (Special Olympics)
- Softball (Special Olympics)
- Schwimmen (Special Olympics)
- Tennis (Special Olympics)
- Tischtennis (Special Olympics)
- Triathlon (Special Olympics)
- Turnen (Special Olympics)
- Volleyball (Special Olympics)

### Teilnahme an Weltspielen vor 2020
- 2011 Special Olympics World Summer Games, Athen[1]
- 2013 Special Olympics World Winter Games, PyeongChang, Südkorea
- 2015 Special Olympics World Summer Games, Los Angeles, USA (198 Athletinnen und Athleten)
- 2017 Special Olympics World Winter Games, Graz-Schladming-Ramsau, Österreich (20 Athletinnen und Athleten)[2]
- 2019 Special Olympics World Summer Games, Abu Dhabi, Vereinigte Arabische Emirate (34 Athletinnen und Athleten)[3]

### Teilnahme an den Special Olympics World Summer Games 2023 in Berlin
Special Olympics Costa Rica nahm an den Special Olympics World Summer Games 2023 teil. Die Delegation, in der sich etwa 150 Athletinnen und Athleten befanden, wurde vor den Spielen im Rahmen des Host Town Program von Wetzlar betreut. Bundesinnenministerin und Sportministerin Nancy Faeser begrüßte das Team aus Costa Rica beim dortigen inklusiven Sportfest. Das Team gewann bei diesen Weltspielen 22 Gold-, 28 Silber- und 38 Bronzemedaillen.

### Teilnahme an Weltspielen nach 2023
- 2025 Special Olympics World Winter Games, Turin, Italien (14 Athletinnen und Athleten)[7]